# Strongylodon decipiens
Strongylodon decipiens är en ärtväxtart som beskrevs av Bernard Verdcourt. Strongylodon decipiens ingår i släktet Strongylodon och familjen ärtväxter. Inga underarter finns listade i Catalogue of Life.